# Nemoria tickelli
Nemoria tickelli är en fjärilsart som beskrevs av Linda M. Pitkin 1993. Nemoria tickelli ingår i släktet Nemoria och familjen mätare. Inga underarter finns listade i Catalogue of Life.